# Bispira serrata
Bispira serrata är en ringmaskart som beskrevs av Capa 2007. Bispira serrata ingår i släktet Bispira och familjen Sabellidae.
Artens utbredningsområde är havet kring Australien. Inga underarter finns listade i Catalogue of Life.